# SEED (기업)
주식회사 시드(일본어: 株式会社シード, 영어: Seed Co., Ltd.)는 1957년에 설립된 콘택트 렌즈, 안경을 제조하여, 주력 제품으로 판매하는 일본의 기업이다. 소재지는 도쿄도 분쿄구 혼고이다.

## 개요
《SEED》 브랜드의 콘택트 렌즈, 콘택트 렌즈 관리 용품의 제조 판매, 안경 렌즈 프레임의 제조 판매를 시작했다.
2013년 3월 분기 자회사 매출 구성은 콘택트 렌즈·케어 용품 사업 89.6%, 안경 사업 7.7%, 기타 2.7%이다. 일본에서 처음 콘택트 렌즈 연구를 시작한 "도쿄 콘택트 렌즈 연구소"을 모체로 하고 있다. 1962년에 "마이콘"(마이 콘택트 렌즈의 약어)로 브랜드화되었다. 이는 1970년에 열린 오사카 엑스포의 타임 캡슐에 담겨있다.
또한 1972년에는 "마이크로 소프트"라고 이름을 붙인 소프트 타입 콘택트 렌즈를 1984년에는 "마이크로 하이 O2"라는산소 투과성 하드 타입 렌즈를 시판했다. 1985년에 시드 콘택트 렌즈 연구소의 설립에 따라 브랜드를 현재의 "시드(SEED)"로 변경했다. 회사 이름도 1987년에 현재의 이름으로 변경되었다. 또한 1992년 에는 자비 소독이 필요없는 소프트 렌즈 "개념 F"를 출시했다. 최근에는 일정 기간 (1주일 - 1 개월 정도)의 사용하는 송곳 타입의 콘택트 렌즈도 발매되고 있다.
1993년 에 안경 사업을 시작했다. 특히 2000년에는 마츠유키 야스코가 기획·제작한 "Vivid Moon"라는 안경 브랜드를 출시했다. 2004년에는 일본 업체 최초의 2주간 일회용 소프트 렌즈 "SEED 2weekPure"를 출시했고, 배우 나가사와 마사미가 광고 모델로 출연했다. 또한 2009년에는 국산 최초의 1일 일회용 소프트 콘택트 렌즈 "SEED 1dayPure"을 발매했다.

## 관련 인물
마츠유키 야스코 이외에도 일본의 유명 인사가 기획·제작한 상품을 출시하고 있다.
- 요네쿠라 료코
  - SEED 콘택트 렌즈 (2001년 ~ 2003년)
- 타마키 히로시
  - SEED plusmix (2003년 ~ 2007년)

광고 모델
- 모리야마 유코
- 카타기리 하이리
- 나가사와 마사미
  - SEED 2weekPure (2005년 ~ 2009년)
  - SEED 1dayPure (2009년)
- 오구리 슌
  - Plusmix ·I SEED 이미지 캐릭터 (2007년 ~ )
  - SEED Pure 시리즈 (2010년 ~ )
  - IMAGE COLLECTION 이미지 캐릭터 (2007년 ~ 2008년)
- 키타가와 케이코
  - vivid moon 이미지 캐릭터 (2008년 ~ )
  - Fine UV 이미지 캐릭터 (2010년 ~ )
  - Eye coffret 1day UV 이미지 캐릭터 (2012년 ~ )
  - SEED Pure 시리즈 이미지 캐릭터 (2013년 ~ )

## 자회사
- 주식회사 탑 비전 (사이타마현 삿테시 ) - 콘택트 렌즈·케어 용품 사업, 안경 사업
- 주식회사 시드 아이 서비스 (도쿄도 분쿄구) - 콘택트 렌즈·케어 용품 사업, 안경 사업
- 시통 (상하이) 무역 유한 공사 (중국 상하이) - 콘택트 렌즈·케어 용품 사업, 안경 사업
- SEED Contact Lens ASIA Pte., Ltd (싱가포르) - 콘택트 렌즈·케어 용품 사업, 안경 사업
- SEED Contact Lens Taiwan Co., Ltd (대만) - 콘택트 렌즈 사업